# Billy the Cat, dans la peau d'un chat
Billy the Cat, dans la peau d'un chat est une série télévisée d'animation franco-britannico-brésilienne en 52 épisodes de 22 minutes adaptée de la série de bande dessinée Billy the Cat, et diffusée à partir du 10 septembre 1996 sur Canal+, puis rediffusée en septembre 1997 sur France 3 dans Les Minikeums. Produit par EVA Entertainment, Dupuis, Siriol Productions, The Britt Allcroft Company/Gullane Entertainment et 2D Lab.
Au Québec, elle a été diffusée à partir du 5 septembre 1996 sur Canal Famille sous le titre Billy le chat, puis rediffusée à partir du 5 mars 2001 à Télétoon sous le titre Dans la peau d'un chat.

## Synopsis
Billy est un jeune garçon espiègle qui aime faire des bêtises avec ses amis, mais ce qu'il affectionne plus particulièrement, c'est de terroriser les chats de son quartier. Finalement, il va regretter sa méchanceté car un magicien, ami des chats, va le changer en chaton pour le punir. Sous la forme d'un petit chat de gouttière (qui, contrairement aux autres chats, ne sait ni miauler ni grimper ni retomber sur ses pattes), Billy va devoir faire face au monde de la rue, un monde cruel et sans pitié qui est régi par la loi du plus fort. Maintenant, il va affronter ceux qu'il martyrisait jadis et rien ne sera plus comme avant ; toutefois il pourra compter sur de nombreux amis tels que M. Hubert, un vieux chat de gouttière qui va lui en apprendre beaucoup sur ce nouvel univers qu'il va devoir appréhender tout au long de l'aventure, tout en gardant au fond de son cœur, l'espoir, un jour, de retrouver son apparence de jeune garçon.

## Épisodes

### Première saison (1996)
1. Billy devient un chat
2. Le chat qui ne miaulait pas
3. Frites au menu
4. Pigeon vole
5. Chats d'égouts
6. À la rescousse
7. Le grand miaou
8. Le rat des mers
9. La sirène siamoise
10. Une étoile est née
11. L'os mécanique
12. Belle comme un camion
13. Le monte en l'air
14. Le chat givré
15. Ni queue ni tête
16. Roméo et Juliette
17. Nuit de Chine nuit câline
18. Le grand cramoisi
19. Comment être zoupic
20. La planète des singes
21. Duel sur la poudreuse
22. Goinfros le molosse
23. Un pigeon tombé du ciel
24. La malédiction de Cléopâtre
25. On n'est pas des bêtes
26. La seconde chance de Billy

## Voix françaises
- Circé Lethem : Billy
- Robert Guilmard : M. Hubert
- Géraldine Frippiat : Cha-Cha
- Alain Louis : Sanctifer (le chat borgne)

## Chanson du générique
Billy aimait jouer de mauvais tours
À tous les animaux des alentours
Fallait donner une bonne leçon à ce garçon
Alors il fut transformé en chaton
Billy The Cat - Son histoire n'est pas banale
Billy The Cat - A bien des tracas
Billy The Cat - Il vit tant bien que mal
Billy The Cat - Dans la peau d'un chat
Billy The Cat - Tu ne sais pas miauler
Billy The Cat - Mais tu sais gagner
Billy - De tous les chats c'est toi le pacha